# ステファノ・エラーニオ
ステファノ・エラーニオ(Stefano Eranio、1966年12月29日 - ）は、イタリア出身の元同国代表のサッカー選手。ポジションはMF。現役時代は主に右ウィングとしてプレーし、1990年から1997年までの間にイタリア代表で20試合に出場した。足元の技術とスタミナに優れており、主に攻撃的ミッドフィールダーを務めることが多かったが、同時に守備力も併せ持っていたため、時にはディフェンスとしてプレーすることもあった。現在はACミランでジュニアチームを指導している。

## 経歴

### クラブ
エラーニオは1984年8月にセリエBのジェノアCFCでデビューし、8シーズンで212試合に出場した。
1992年8月からはイタリアのACミランへ移籍し、ここでは5シーズンで98試合に出場、セリエAとスーペルコッパ・イタリアーナをそれぞれ3度制覇した。1993-1994シーズンのセリエAでは26節ユヴェントスFCとの対戦で決勝点を、27節UCサンプドリアとの対戦でダニエレ・マッサーロの決勝点をアシストするなど、優勝を争っていたチームとの対戦で活躍して優勝に貢献した。しかしUEFAチャンピオンズリーグ決勝のFCバルセロナとの対戦には怪我で出場できず、翌シーズンも前半戦の全ての試合を欠場した。1994年冬のUEFAスーパーカップにはロスタイムに出場し、アーセナルFCを破って優勝を果たした。1995-96年度シーズン、24試合に出場して3度目のリーグ優勝を果たした。
1997年イングランドのダービー・カウンティFCから4年契約のオファーを受けて移籍、1997年8月9日のブラックバーン・ローヴァーズFC戦でデビューした。同年にダービーはホームスタジアムを102年間使用したベースボール・スタジアムからプライド・パーク・スタジアムに移転し、新スタジアムで最初の試合となった1997年8月30日のバーンズリーFC戦では初の得点を記録した。その後エラーニオは2000-2001年を限りでの引退を表明していたが、マネージャーのジム・スミスの説得を受けたため現役を続行した。しかしそのスミスが懐古されるとエラーニオはダービーを離れ、母国イタリアのセリエC2のACプロ・セストでプレイングマネージャーを務めた後、2003年に引退した。

### 代表
イタリア代表では1990年12月22日のキプロス戦でデビュー、以降1997年までの間に20試合に出場して3得点を記録した。この間に怪我の影響で1994年度のワールドカップメンバー入りを辞退した。